# Seberegulované učení
Seberegulace je obecně základní dovedností v oblasti vzdělávání, která ovlivňuje motivaci, učení a úspěch . Studenti, kteří uplatňují seberegulované učení, sledují svůj vlastní pokrok při dosahování cílů, které si sami stanovili, a jsou tak schopni reflektovat efektivitu svých přístupů k učení (tj. mají vysokou úroveň metakognice), mají tendenci považovat učební úkol ze své podstaty za zajímavý a hodnotný, a zároveň mají vysokou úroveň self-efficacy (tj. mají kognici a motivaci vhodnou pro učení). Dále se zapojují do učení a vytrvale se u něj chovají takovým způsobem, který maximalizuje míru, v jaké k učení dochází (tj. zapojují se do chování vhodného pro učení) .
Paul Pintrich, jeden z nejvýznamnějších výzkumníků na poli seberegulovaného učení jej definuje jako "aktivní, konstruktivní proces, při němž si žáci stanovují cíle svého učení a poté se snaží sledovat, regulovat a řídit své poznávání, motivaci a chování, přičemž jsou vedeni a regulováni svými cíli a kontextovými prvky prostředí" (2000, p. 453) . Zimmerman (2001) vidí seberegulovaného studenta jako osobu, která je seberegulovaná do té míry, do jaké je metakognitivně, motivačně, a behaviorálně aktivním účastníkem vlastního procesu učení .
Seberegulované učení (dále také SRL) se nepovažuje za vlastnost, kterou člověk má nebo nemá. Nahlíží se na něj spíše jako na souhrn různých schopností, které mohou být využívány a adaptovány u každého jinak, a zároveň se budou přizpůsobovat konkrétnímu úkolu. Podle Schunka a Zimmermana do těchto schopností patří
- stanovení si specifických blízkých cílů (proximal goals),
- přijetí účinných strategií k dosažení cílů,
- selektivní sledování vlastního pokroku pro dosažení cílů,
- restrukturalizovat svůj fyzický a sociální kontext tak, aby byl slučitelný s cíli,
- efektivně řídit využití svého času,
- sebehodnocení svých metod,
- přisuzování příčinných souvislostí výsledkům a
- přizpůsobování budoucích metod. [4]

## Výsledky některých výzkumů zaměřených na SRL
- Seberegulované učení a jeho strategie se kulturně ani geograficky neliší. [5]
- S věkem se SRL zvyšuje. [6]
- Existují rozdíly mezi pohlavími v použití strategií SRL. Děvčata používala více strategií spojených s plánováním v porovnání s chlapci. Dívky také obecně používaly více SRL strategií než chlapci. [6]
- Schopnost seberegulace je důležitá také pro celoživotní vzdělávání. Je pravděpodobné, že se absolvent školy setká s nároky na další neformální vzdělávání, které je potřeba se na dané pracovní pozici naučit. Současně je třeba následovat vědecký pokrok a nové inovace v oboru, ve kterém se člověk pohybuje. Seberegulované učení tedy může mít přesah i mimo akademickou půdu a ovlivnit pracovní život člověka. [7]

## Propojení s jinými koncepty
Podle výzkumů používání strategií SRL významně koreluje s akademickým self-efficacy. Úsilí studentů strategicky regulovat své učení je spojeno s vyšší self-efficacy. 
Výzkumy ukazují, že studenti, kteří jsou zdatní v kognitivních a metakognitivních SRL procesech, jsou také zdatní v regulaci emocí. 

## Model SRL
Model od Winneho a Hadwina 
4 fáze:
1. Učící si vyvine vnímavost vůči faktorům, které působí na daný úkol. Tato vnímavost je založena na zkušenosti z podobných úkolů, které již v minulosti učící řešil. Dále také z rysů současné situace a jeho znalosti o doméně úkolu, a osobních atributech, které se k úkolu vztahují.
2. Učící si stanovuje cíle pro daný úkol, a vytvářejí plány pro jeho řešení. Zvolené cíle mohou mít podobu kognitivních operací (např. rychlost pokroku) nebo produktů kognitivních operací (např. kvalita výstupu).
3. Učící si sestavuje plány pro studium a řešení problémů.
4. Poslední, čtvrtá fáze je volitelná. Dle autorů se v této fázi studenti zastaví, buď uprostřed úkolu, nebo po dokončení, aby se zamysleli nad rysy již proběhlých fází a zvážili rozsáhlejší úpravy.

Během těchto fází seberegulující žák/student uplatňuje metakognitivní kontrolu nad celým procesem. Během kontroly mohou upravovat stanovené plány dle potřeby, pokud usoudí, že přizpůsobení jejich práce je užitečné.
Učící má během těchto fází volnost pohybu dle jeho uvážení. Události v každé fázi, které mají společnou formu, Winne shrnul v akronymu COPES.  Vnější a vnitřní podmínky vytvářejí kontext (context), ve kterém kognitivní a metakognitivní operace (operations) generují produkty (products). Operace a jejich produkty jsou hodnoceny (evaluated) ve vztahu k normám (standards).

## Učení se SRL
- Žáci si sami vytvářejí strategie na základě zkušeností, ale také mohou být vedeni učiteli a vrstevníky, aby objevili a ovládali efektivní strategie učení.
- SRL se lidé učí také na základě vývojových změn v sociálním a kognitivním chápání
- Přechod od učení regulovaného druhými k učení regulovanému sebou samým je podporován a řízen motivačně i kognitivně.
- Učitelé usnadňují rozvoj SRL pomocí motivace a pomoci při volbě strategie [11]

## Vliv na studijní výsledky
Seberegulované učební strategie mají významný pozitivní dopad na studijní výsledky studentů, jak ukazují některé výzkumy.   Tento pozitivní vliv se podle studií projevuje bez ohledu na konkrétní typ strategie SRL, druh kurzu či předmětu a úroveň školního vzdělávání. 
Tréninkové programy, které jsou zaměřené na zlepšení strategií seberegulovaného učení, mají rovněž pozitivní vliv na výsledky studia. Tento efekt je nejvíce znatelný u základních a středních škol, ale i vysokoškolští studenti mohou profitovat z tréninku tím, že se zlepší jejich studijní prospěch. Kromě toho dochází k výraznému zvýšení motivace studentů. 

## Distanční/kombinované vzdělávání
Vzdálenost a fyzická oddělenost v procesu učení mohou omezovat možnosti vyučujících sledovat chování studentů a nabídnout jim personalizovanou podporu. Tato situace se často vyskytuje v rámci kombinovaného vzdělávání (blended learning) dospělých, kde studenti musí samostatně řídit své učení. Dle výzkumu, aby dosáhli lepších studijních výsledků a byli motivovanější, je pro studenty klíčové vyvinout dovednosti samoregulace. 
Výsledky výzkumů ukazují, že tato výzva je relevantní nejen pro studenty kombinovaného studia, ale také pro distanční vzdělávání. Akademický úspěch v distančním vzdělávání byl spojen s kompetencemi k samoregulaci učení.  V e-learningovém prostředí byl studijní úspěch a výkon studentů významně lepší, pokud design kurzu podporoval seberegulované učení, jak ukazují některé výzkumy. 

## Měření seberegulovaného učení
Seberegulované učení lze zkoumat několika způsoby. Nejčastěji se k výzkumu používají self-report dotazníky, jako The Learning and Strategies Study Inventory (LASSI), The Motivated Strategies for Learning Questionnaire (MSLQ), The Components of Self-Regulated Learning (CSRL), The Patterns of Adaptive Learning Study (PALS) a další. Dalším způsobem získávání dat je strukturované interview, posudky učitelů, pozorování studentů během plnění úkolů nebo myšlení nahlas, kdy student nahlas verbalizuje myšlenkový pochod při plnění zadaného úkolu. 